# Лівезіле (комуна, Тіміш)
Лівезіле (рум. Livezile) — комуна у повіті Тіміш в Румунії. До складу комуни входять такі села (дані про населення за 2002 рік):
- Долац (559 осіб)
- Лівезіле (1069 осіб)

Комуна розташована на відстані 410 км на захід від Бухареста, 43 км на південь від Тімішоари.

## Населення
У 2009 році у комуні проживали 1603 особи.

## Зовнішні посилання
- Дані про комуну Лівезіле на сайті Ghidul Primăriilor [Архівовано 8 лютого 2013 у Wayback Machine.]